# كريس غيفنز
كريس غيفنز (بالإنجليزية: Chris Givens)‏ هو لاعب كرة قدم أمريكية أمريكي، ولد في 6 ديسمبر 1989 في جاكسون في الولايات المتحدة.

## وصلات خارجية
- كريس غيفنز على موقع إي إس بي إن.كوم (أن.أف.أل)3
- كريس غيفنز على موقع مرجع كرة القدم المحترفة.كوم (الإنجليزية)
- كريس غيفنز على موقع مرجع كرة القدم المحترفة.كوم (الإنجليزية)